# Abrocoma
Az Abrocoma az emlősök (Mammalia) osztályának a rágcsálók (Rodentia) rendjébe, ezen belül a csincsillapatkány-félék (Abrocomidae) családjába tartozó nem.

## Rendszerezés
A nembe az alábbi 8 faj tartozik:
- Bennett-csincsillapatkány (Abrocoma bennettii) Waterhouse, 1837 - típusfaj
- bolíviai csincsillapatkány (Abrocoma boliviensis) Glanz & Anderson, 1990
- Abrocoma budini Thomas, 1920
- szürke csincsillapatkány (Abrocoma cinerea) Thomas, 1919
- Abrocoma famatina Thomas, 1920
- Abrocoma shistacea Thomas, 1921
- Abrocoma uspallata Braun & Mares, 2002
- Abrocoma vaccarum Thomas, 1921